# Çaylı, Nilüfer
Çaylı là một xã thuộc quận Nilüfer, tỉnh Bursa, Thổ Nhĩ Kỳ. Dân số thời điểm năm 2011 là 354 người.